# Associação Atlética 29 de Maio
A Associação Atlética 29 de Maio é um clube esportivo brasileiro sediado em Antonina, no Paraná.
O clube foi fundado no dia 1° de junho de 1919, e teve seu nome inspirado na data da partida onde Arthur Friedenreich marcou o gol da vítoria da Seleção Brasileira na final da Copa América do mesmo ano contra o Uruguai. Disputou o campeonato estadual em 1940, além da Taça Paraná em três oportunidades. Suas cores são o verde e amarelo.

## Títulos
| MUNICIPAIS | MUNICIPAIS             | MUNICIPAIS | MUNICIPAIS                                                                               |
|            | Competição             | Títulos    | Temporadas                                                                               |
| ---------- | ---------------------- | ---------- | ---------------------------------------------------------------------------------------- |
|            | Campeonato de Antonina | 15         | 1929, 1930, 1940, 1943, 1946, 1947, 1949, 1956, 1957, 1965, 1971, 1979, 1981, 1991, 1993 |